# Willem Barents
Willem Barents (nizozemsky Barentsz; 1550? Formerum na ostrově Terschelling, Nizozemí – 20. června 1597 poblíž Nové země, Rusko) byl významný holandský mořeplavec.
V roce 1594 velel jedné ze dvou lodí C. Naije hledaje Severní mořskou cestu z Nizozemí do Číny. Dostal se až k souostroví Nové země, odkud se ale musel vrátit zpět. Další neúspěšnou výpravu podnikl hned následující rok. Cestu zablokoval mořský led, a sedm lodí naložených zbožím se od ostrova Vajgač vrátilo do přístavu.

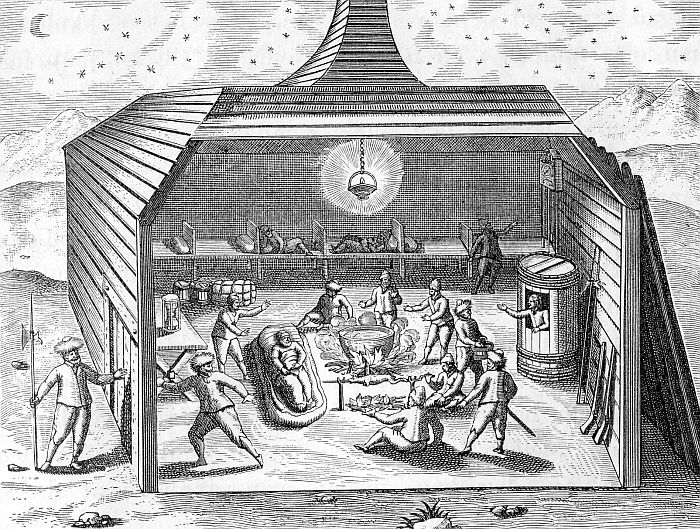
„Útočištný dům“ (Het Behouden Huis), v němž Barents se 16 muži posádky přečkali na Severním ostrově Nové země arktickou zimu 1596/97

V květnu 1596 se Barents znovu vydal na cestu jako navigátor výpravy dvou lodí, kterou vedl Jacob van Heemskerk. Expedice objevila Špicberky a Medvědí ostrov, ze kterého pokračovala s jednou lodí k Nové zemi. Poté, co byla loď u severovýchodního pobřeží Nové země uvězněna a následně rozdrcena ledem, byla rozebrána a ze získaného materiálu postaven domek o rozměrech zhruba 6 × 10 metrů. Posádka tak uskutečnila první úspěšné přezimování Evropanů v Arktidě. Na sklonku jara 1597 výprava vyrazila ze zimoviště ve dvou záchranných člunech k návratu domů. Zatímco většina mužů plavbu přežila, Barents na počátku zpáteční cesty zemřel. Zbytek posádky dovesloval až k poloostrovu Kola, kde se setkal s holandskou lodí, která se vydala po jejich stopách. Na otevřených člunech trosečníci celkově urazili 2 600 km. Dne 1. listopadu 1597 se přeživší členové expedice vrátili do Amsterdamu. V roce 1871 bylo na Nové zemi objeveno v zátoce na 76° s. š. zachovalé obydlí Barentsovy výpravy, kde se mj. našel v komíně i deník s jeho záznamy.
Rok pro návratu zachráněné expedice byla na základě Barentsových pozorování a zápisů vydána první mapa Arktidy. Poznatky o meteorologických jevech a hydrologická měření přispěly k rozvoji rybolovu v severních mořích.
Jméno Willema Barentse dnes nesou Barentsovo moře, Barentsův ostrov a osada Barentsburg na Špicberkách. Pojmenován po něm byl rovněž Námořní institut Viléma Barentse (Maritiem Instituut Willem Barentsz, MIWB), založený v roce 1875 na Terschellingu, nyní součást Stendenské univerzity aplikovaných věd se sídlem v Leeuwardenu.
Příběh mořeplavce je zachycen v nizozemském filmu Nová země z roku 2011.